# Batalla de Lissitxansk
La batalla de Lissitxansk fou un enfrontament militar entre Rússia i Ucraïna durant la Guerra al Donbàs entre el 25 de juny i el 3 de juliol del 2022. Lissitxansk fou l'última ciutat important de l'óblast de Luhansk que encara quedava sota control ucraïnès. Després de la batalla, la ciutat quedà controlada per les forces russes.

## Antecedents
Les ciutats bessones de Severodonetsk i Lissitxansk estan dividides pel riu Síverki Donets. Lissitxansk ofereix als defensors ucraïnesos un terreny alt. Durant la batalla de Lissitxansk, els tres ponts que connectaven ambdues ciutats foren destruïts, proporcionant als defensors ucraïnesos una millor posició defensiva dels assalts russos a l'altra riba del riu. El 10 de maig, Lissitxansk i la seva ciutat bessona Severodonetsk s'havien convertit en els únics bastions ucraïnesos restants de la totalitat de l'óblast de Luhansk.
El 23 de juny, Rússia s'havia obert pas completament al sud, prenent el control de Tóixkovka i aconseguint importants guanys al sud de Lissitxansk. Les forces russes alliberaren Loskutivka, Mirna Dolina, Rai-Oleksàndrivka i Pidlisne el 22 de juny. El 23 de juny, les forces russes tallaren i envoltaren les ciutats de Górskoie i Zolotoie, que afirmaren haver alliberat completament l'endemà. El 25 de juny, Rússia alliberà la ciutat de Severodonetsk. Amb l'avanç de Rússia al sud i la victòria de Severodonetsk, l'atenció de l'ofensiva russa es desplaçà a Lissitxansk.

## Batalla
Després de la caiguda de Sievierodonetsk, Lissitxansk es va convertir en l'última ciutat important de l'óblast de Luhansk sota control ucraïnès. Les unitats militars de la República Popular de Luhansk van lluitar al costat de la infanteria russa i van rebre el suport de l'artilleria russa i els atacs aeris. La Brigada de Resposta Ràpida de la Guàrdia Nacional d'Ucraïna va destacar que les posicions defensives a Lissitxansk eren més defensables que a Sievierodenetsk.
Les forces russes entraren a la ciutat de Lissitxansk el 25 de juny, arribant a una mina i una fàbrica de gelatina als afores de la vila el mateix dia.
El 26 de juny, el TASS va informar que les forces russes i separatistes havien entrat a la ciutat des de cinc direccions i estaven aïllant les unitats ucraïneses, però aquest informe no es va poder verificar de manera independent en aquell moment. L'estat major ucraïnès va dir que els atacs aeris intensius russos i l'artilleria tenien com a objectiu tallar Lissitxansk des del sud, però no va esmentar els separatistes que entraven a la ciutat. Les evacuacions civils havien estat ordenades, i un civil que fugia entrevistat a Pokrovsk va qualificar la situació a Lissitxansk d'"horror".
El 27 de juny, la CNN informà que s'havia instat els civils de Lissitxansk a anar-se'n immediatament, atès que les forces russes guanyaren terreny a la ciutat. Les forces russes entraren a la refineria de petroli de Lissitxansk, ubicada a uns 10 quilòmetres al sud-oest del centre de la vila, i consolidaren les seves posicions, àdhuc instal·lant-hi posts d'artilleria.
El 28 de juny, Rodion Miroixnik, ambaixador de la República de Luhansk a Rússia, afirmà que les forces ucraïnseses a Lissitxansk havien començat a retirar-se de la ciutat. L'Institut per a l'Estudi de la Guerra teoritzà que estaven realitzant una retirada de combat cap a posicions més defensables a Séversk, Kramatorsk i Slaviansk.
El 29 de juny, Serguei Haidai, el governador ucraïnès de l'óblast de Luhansk, digué que les unitats russes havien entrat als afores de Lissitxansk, però que no hi havia combats a la ciutat i desestimà afirmacions com a propaganda russa. Afegí que la ciutat estava essent atacada des de moltes direccions. Mentrestant, els bombarders ucraïnsesos Sukhoi Su-25 i Sukhoi Su-24 haurien dut a terme fins a 10 atacs aeris a l'àrea de Lissitxansk, atacant centres logístics, dipòsits de combustible i vehicles blindats de combat russos i de la República de Luhansk. L'Estat Major d'Ucraïna digué que es dugué a terme un atac aeri rus a la refineria de petroli de Lissitxansk, on suposdament s'estaven realitzant enfrontaments terrestres.
El 30 de juny, el governador Serguei Haidai digué que havia un gran cúmul de combats als afores de la ciutat, amb bombardejos russos constants i repetits atacs terrestres. El Ministeri de Defensa britànic, al seu butlletí d'intel·ligència diari, digué que els enfrontaments probablement se centraren al voltant de la refineria de petroli i que les unitats ucraïneses a la ciutat pròpiament estaven mantenint llurs posicions. L'Estat Major ucraïnès digué que els russos tingueren un èxit parcial durant els atacs a l'àrea de la refineria i que controlaven les parts sud-est i nord-ost de la planta. Els assalts russos al poble de Topolovka, al nord-est de la refineria, i els pobles de Vovtxoiarovka i Molarizantseve foren "parcialment exitosos"; la carretera Topolovka-Lissitxansk estava sota control de foc rus. Un informe de Sky News destacà el bombardeig rus "sorprenentment indiscriminat" a Lissitxansk i descrigué les condicions sobre el terreny a la ciutat. El periodista Alex Crawford anomenà la ciutat "irreconciliable" i informà que el 60% de la ciutat estava en ruïnes, citant un oficial de la policia local. El 46è Batalló de la 24a Brigada defensà la refineria de petroli des de dins d'un búnker ocult, oferint resistència. Amb els serveis públics caiguts, els civils que quedaven a la ciutat hagueren de recórrer a aigua d'un llac proper i esperar paquets d'aliments dels centres d'ajuda. Alguns civils entrevistats per Crawford culparen als governs ucraïnès i occidental per la seva situació, la qual cosa demostra la preferència per Rússia dels habitants de l'óblast de Luhansk.
Rodion Miroixnik, de la República de Luhansk, digué en una publicació de Telegram que Lissitxansk estava essent atacada des de quatre direccions i afirmà que les unitats russes havien establert un "cap de pont ample" a la riba dreta del Séverski Donets i havien arribat a l'heliport de Lissitxansk. "Des d'allà, amb un front força ample, es mogueren en direcció sud-oest cap al centre de la ciutat", aquestes afirmacions no es verificaren de manera independent en aquell moment.
L'1 de juliol, el Ministeri de Defensa rus digué que les seves forces havien alliberat la mina i la planta de gelatina als afores de la ciutat i la ciutat nord-occidental de Privólie com a part del seu setge, juntament amb els continus intents de tallar la carretera Lissitxansk-Bakhmut. Els russos afirmaren que els ucraïnesos patien cada cop més desercions i grans pèrdues a l'àrea, inclsosos més de 120 soldats morts en una vila en un sol dia.

### Caiguda de la ciutat
El 2 de juliol, el governador ucraïnès Serguei Haidai notà novament l'incessant bombardeig d'alta densitat de Lissitxansk, però tractà d'emfatitzar que dos avanços russos havien estat repel·lits en direcció a Verkhniokamianka i la planta de gelatina. Les forces prorusses, amb el suport de les Forces Armades Russes, afirmaren haver completat el setge de la ciutat després d'ocupar les últimes altures estratègiques, mentre que la Guàrdia Nacional d'Ucraïna digué que s'estaven produint feroços enfrontaments, però que la ciutat "no estava envoltada". Posteriorment, s'informà que les tropes russes havien arribat al centre de Lissitxansk.
Més tard, el 2 de juliol, els prorussos anunciaren que les seves forces havien alliberat la ciutat, la qual cosa també fou confirmat per ISW, dient que l'ocupació probablement ocorregué després de la retirada de les forces ucraïneses. ISW qualificà la negació d'Ucraïna de la captura de la ciutat com "obsoleta o errònia". Rob Lee, un bloguer de defensa que cobreix la guerra, tuitejà vídeos de soldats txetxens de Rosgvardia fora de l'edifici administratiu a Lissitxansk. Fonts prorusses també publicaren un vídeo de la bandera soviètica de la victòria a les ruïnes de l'edifici governamental, i aparegué un vídeo dels residents de Lissitxansk col·locant una bandera soviètica al memorial de record dels soldats caiguts de la ciutat, corroborant encara més les afirmacions russes de l'alliberament.
El 3 de juliol el president d'Ucraïna, Volodímir Zelenski, comentà que la situació era molt difícil, però que la ciutat no havia caigut, a més, va dir que el 3 de juliol encara hi havia combats als afores de Lissitxansk, i que si bé la situació era extremadament difícil, atès que Ucraïna no tenia ja cap avantatge, encara era massa aviat per dir que la ciutat estava en mans dels russos.
Per part del Ministeri de Defensa rus, Serguei Xoigu afirmà el 3 de juliol que Rússia havia pres el control total de la ciutat després de setmanes d'intensos combats.